# Crkva Uznesenja Marijina u Gatima
 Crkva sv. Uznesenja Marijina (Gospa od Smova) je rimokatolička crkva u Gatima, grad Omiš.

## Opis
Crkva Gospe od Smova smjestila se u zapadnom dijelu Gata na manjoj šumovitoj uzvisini iznad potoka Smovo. Radi se o jednobrodnoj longitudinalnoj građevini s polukružnom apsidom na istoku i nadsvođenim trijemom na zapadnom pročelju. Glavno pročelje građeno je pravilnim kamenim blokovima klesancima a ostala pročelja građena su od priklesanih lomljenaca. Unutrašnjost je nadsvođena prelomljenim svodom. Krov je dvostrešni, prekriven kamenim pločama. Iznad glavnog pročelja je ukrašena preslica s jednim zvonom. U crkvi je sačuvan jednostavni kameni oltar s Gospinim kipom. Ispred crkve je stara kamena barokna menza iz župne crkve sv. Ciprijana sa središnjim prikazom Duha Svetoga, sv. Luke i sv. Ciprijana. Crkva je lijepi primjer jednostavne sakralne građevine koja pripada jednom od starih podmosorskih zaselaka uz rub plodnih polja.

## Zaštita
Pod oznakom Z-6399 zavedena je kao nepokretno kulturno dobro - pojedinačno, pravna statusa zaštićena kulturnog dobra, klasificirano kao "sakralna graditeljska baština".